# Torrent de la Plana
El Torrent de la Plana és un torrent del terme de la Torre de Cabdella, del Pallars Jussà, dins del terme primigeni de la Torre de Cabdella. S'origina a 1.907 m. alt., al vessant de ponent de la Serra de Castellnou, a migdia del Bony de Cortsolàs, des d'on davalla cap al sud-est, passant pel costat de ponent dels pobles d'Aguiró i Obeix, i poc després s'aboca en el barranc Roi, al sud-oest d'Oveix.